# Mesontoplatys rougoni
Mesontoplatys rougoni är en skalbaggsart som beskrevs av Rudolph Petrovitz 1974. Mesontoplatys rougoni ingår i släktet Mesontoplatys och familjen Aphodiidae. Inga underarter finns listade i Catalogue of Life.